# Gare de Haddiscoe
La gare de Haddiscoe est une gare ferroviaire britannique du Wherry Lines, située à environ 3 km du village de Haddiscoe dans le comté du Norfolk à l'est de Angleterre.

## Situation ferroviaire
Établie à 1 mètre d'altitude, la gare de Haddiscoe est située au point kilométrique (PK) 16,11 de la Wherry Lines : ligne de Norwich à Lowestoft, entre les gares de Reedham et de Somerleyton.

## Histoire

### Première gare
La gare de Haddiscoe low level, mise en service en 1847, était située avant le pont qui permettait le croisement par un passage au-dessus de la ligne de Yarmouth à Beccles (en). Sur le haut du remblai est située la gare de Haddiscoe High Level qui a fermé en 1904, lors de la mise hors service de cette ligne.

### Deuxième gare
La gare actuelle est située à environ 250 mètres au nord-ouest de la précédente, il s'agit d'une simple halte avec deux quais et un abri. Le passage d'un quai à l'autre s'effectue par un passage planchéié(en) « Haddiscoe (low level) railway station, Norfolk », sur geogrpa, 5 octobre 2014 (consulté le 29 décembre 2019).

## Service des voyageurs

### Desserte

passage planchéié
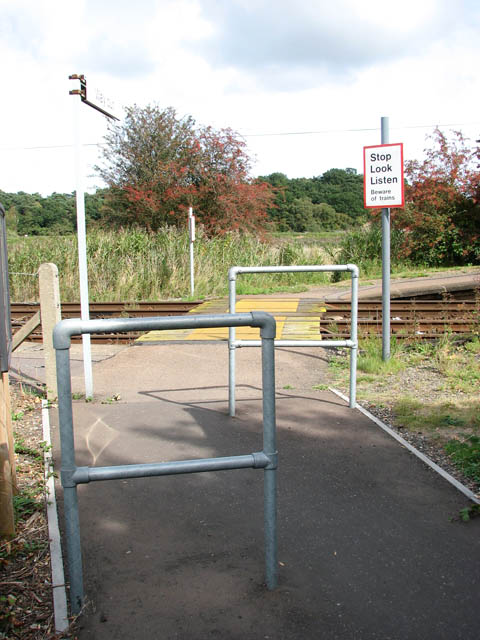
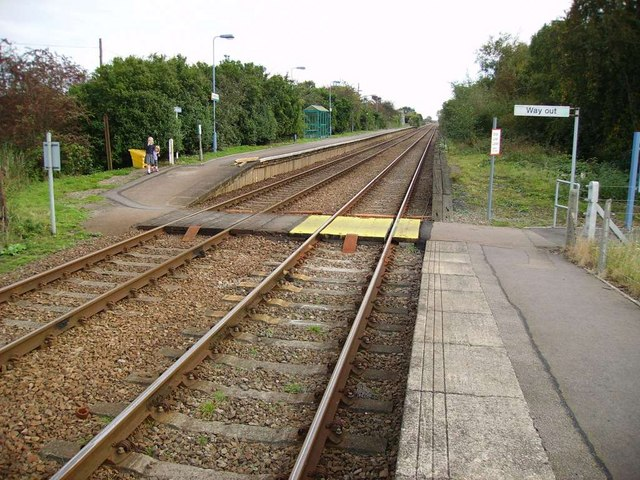

## Patrimoine ferroviaire
L'ancienne gare de 1847 a totalement disparu mais la gare de jonction située sur le haut du remblai est toujours présente (voir photo ci-dessous).

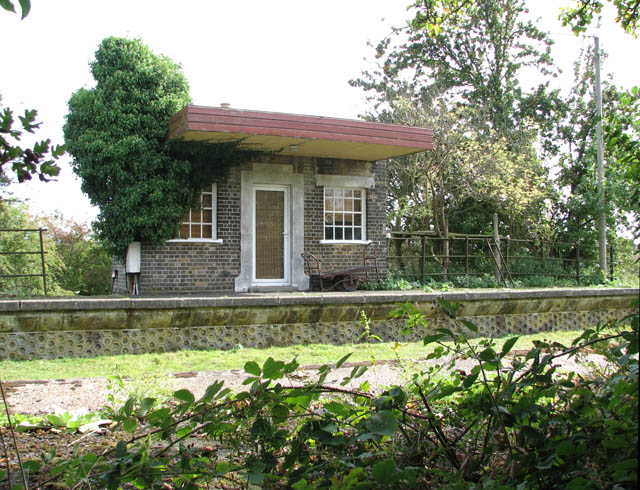
La gare à l'abandon en haut du remblais.